# Матісс Самоаз
Матісс Самоаз (фр. Matisse Samoise, нар. 21 листопада 2001) — бельгійський футболіст, півзахисник клубу «Гент».
Виступав, зокрема, за клуб «Гент», а також молодіжну збірну Бельгії.
Володар Кубка Бельгії.

## Клубна кар'єра
Народився 21 листопада 2001 року. Вихованець футбольної школи клубу «Гент». Дорослу футбольну кар'єру розпочав 2020 року в основній команді того ж клубу, кольори якої захищає й донині. Він вперше вийшов у старті 3 лютого 2021 року в кубковій грі проти KFC Heur-Tongeren, забивши гол і віддавши гольову передачу.

## Виступи за збірну
З 2022 року залучався до складу молодіжної збірної Бельгії. На молодіжному рівні зіграв у 4 офіційних матчах.

## Титули і досягнення
- Володар Кубка Бельгії (1):

«Гент»: 2021-2022